# Union des partis de droite
L'Union des partis de droite (hébreu : איחוד מפלגות הימין, HaYamin HeHadash) est une alliance politique israélienne fondée le 21 février 2019, à l'approche des élections législatives pour la 21e Knesset, après que le Premier ministre israélien, Benyamin Netanyahou, ait exhorté le Foyer juif à accepter une alliance avec Otzma Yehudit et de l'inclure dans sa liste afin d'éviter de perdre des voix pour le bloc de droite. Le symbole électoral du parti est טב.

## Histoire
Le 25 juin 2019, Otzma Yehudit a annoncé son intention de quitter la coalition après le refus du parti Le Foyer juif de siéger aux côtés d'Itamar Ben-Gvir à la Knesset, conformément à la loi norvégienne.
Pour les élections de septembre 2019, l'Union s'est présenté sur une liste commune, appelée Yamina avec la Nouvelle Droite afin que chacun des membres de l'alliance franchisse le seuil de 3,25% pour entrer à la Knesset, à la suite de l'échec de Nouvelle Droite à le franchir lors des élections d'avril. Les partis se sont ensuite séparés, bien que Yamina se soit réformée pour les élections législatives israéliennes de 2020.

## Composition
| Partis | Partis                   | Principale idéologie                        | Positionnement politique | Chef             |
| ------ | ------------------------ | ------------------------------------------- | ------------------------ | ---------------- |
|        | Le Foyer juif            | Sionisme religieux, Conservatisme religieux | Droite à extrême droite  | Rafi Peretz      |
|        | Parti sioniste religieux | Sionisme religieux, Ultranationalisme       | Droite à extrême droite  | Bezalel Smotrich |
|        | Otzma Yehudit            | Kahanisme, Ultranationalisme                | Extrême droite           | Itamar Ben-Gvir  |

## Résultats électoraux

### Élections législatives
| Année d'élection | Chef de file | Voix    | %    | Rang | Sièges  | Gouvernement        |
| ---------------- | ------------ | ------- | ---- | ---- | ------- | ------------------- |
| 2019 (avril)     | Rafi Peretz  | 159 468 | 3,70 | 8e   | 5 / 120 | Pas de gouvernement |